# Hinton Ampner
Hinton Ampner är en by i civil parish Bramdean and Hinton Ampner, i distriktet Winchester, i grevskapet Hampshire i England. Byn är belägen 12 km från Winchester. Hinton Ampner var en civil parish fram till 1932 när blev den en del av Bramdean. Civil parish hade 330 invånare år 1931. Byn nämndes i Domedagsboken (Domesday Book) år 1086, och kallades då Hentune.